# Altenroda
Altenroda er en kommune i den nordvestlige del af Burgenlandkreis i den tyske delstat Sachsen-Anhalt. Den hører under Verwaltungsgemeinschaft An der Finne
Udover hovedbyen Altenroda ligger landsbyerne Wippach og Birkigt i kommunen.

## Historie
Altenrode blev nævnt første gang 30. juni 1177 da biskop Ulrich von Halberstadt overdragede 1 1/2 Hufen i Aldenrothe til Kloster Roßleben, som biskoppen tidligere havde fået af af grev Ludwig von Wippra.